# Ulica Katowicka w Warszawie

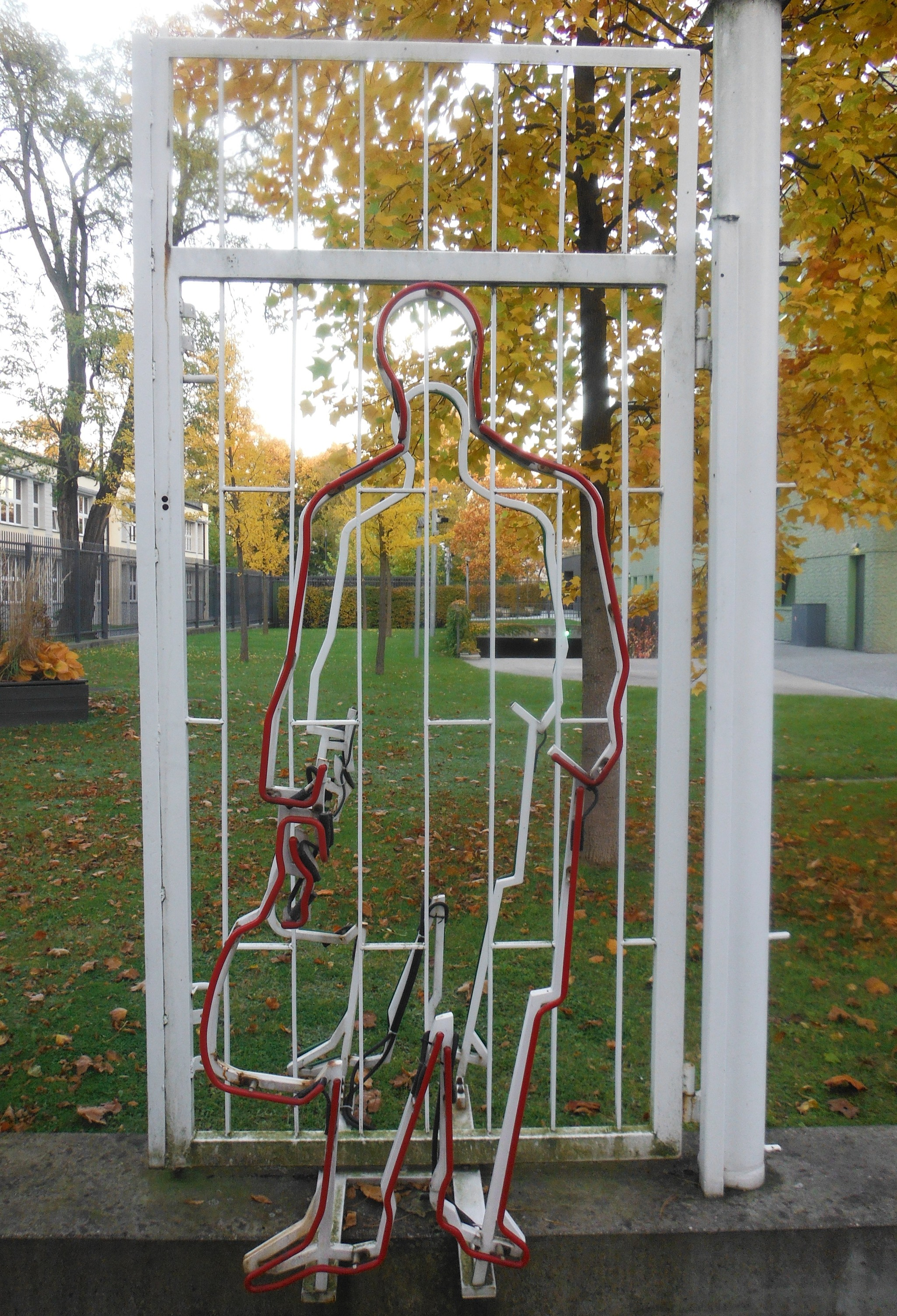
Przez Warszawę ku Wolności – instalacja na terenie ambasady Niemiec z fragmentem dawnego ogrodzenia z ulicy Katowickiej.

Ulica Katowicka – warszawska ulica na Saskiej Kępie, biegnąca od skrzyżowania z ul. Zwycięzców do skrzyżowania z ul. Walecznych. Nazwa ulicy nawiązuje do Katowic – stolicy najmłodszego wówczas województwa śląskiego, co wpisuje się w nazewnictwo wielu innych ulic Saskiej Kępy, odnoszących się do nowego ładu politycznego po I wojnie światowej. Znajdują się przy niej głównie domy mieszkalne, m.in. z okresu dwudziestolecia międzywojennego, spośród których trzynaście wpisanych jest do rejestru zabytków. Kilka budynków zaprojektowanych zostało przez architektów związanych z ugrupowaniem Praesens. Na Katowickiej obecne są również ślady eksperymentu urbanistycznego z końca lat 40. XX wieku.

## Przebieg i ruch uliczny
Ulica Katowicka położona jest równolegle do Wisły. Znajduje się w północno-zachodniej części Saskiej Kępy, między Wałem Miedzeszyńskim a ulicą Francuską. Rozpoczyna się skrzyżowaniem z ul. Zwycięzców, następnie krzyżuje się z ul. Obrońców, a swój bieg kończy krzyżując się z ul. Walecznych. Ulica jest jednokierunkowa – przejazd możliwy tylko w kierunku północnym. Nie przebiegają przez nią trasy komunikacji miejskiej ani drogi dla rowerów.

## Historia
Historia ulicy Katowickiej sięga lat 20. XX wieku, gdy na Saskiej Kępie osuszono grunty i rozparcelowano tereny. Dodatkowym bodźcem rozwoju inwestycji mieszkaniowych było oddanie do użytku mostu Poniatowskiego. Nazwa ulicy została nadana uchwałą Rady Miejskiej Warszawy z dnia 27 września 1926. Najstarsza część zabudowy, czyli Kolonia Łaskiego pochodzi z roku 1926. Od roku 1928 na ulicy zaczęły pojawiać się pojedyncze wille, w tym domy wpisujące się w najnowsze ówcześnie światowe tendencje architektoniczne, inspirowane m.in. projektami Le Corbusiera.
Po II wojnie światowej wille przy ul. Katowickiej stały się domami wieloizbowymi, czyli objęte zostały przymusowym dokwaterowaniem lokatorów do mieszkań przedwojennych właścicieli. Ponadto odcinek ulicy między Zwycięzców i Obrońców (ok. 250 m) wytypowany został do zrekonstruowania przez Biuro Odbudowy Stolicy (BOS). Eksperyment miał polegać na uczynieniu jej ulicą pokazową („ulicą Warszawy przyszłości”) poprzez usunięcie ogrodzeń i wprowadzenie zieleni oraz ozdobienie jej obiektami małej architektury. Inicjatywa – według doniesień prasowych – spotkała się z przychylnością mieszkańców. Odpowiedzialny za przebudowę zespół architektów (pod kierunkiem Bohdana Lacherta) pozyskał do współpracy także grupę rzeźbiarzy, głównie zamieszkujących i tworzących na Saskiej Kępie, którzy wykonali swoje prace bezinteresownie, pod kierunkiem prof. Tadeusza Breyera. Najlepiej zachowanym elementem dekoracji z ówczesnego okresu jest płaskorzeźba Plon z 1947, odnowiona w 2011. Pozostałymi śladami powojennej przebudowy ulicy są resztki ławek, zewnętrzna dekoracja klatki schodowej domu pod numerem 8A oraz istniejące wciąż na kilku budynkach gmerki Biura Odbudowy Stolicy (tabliczki, którymi oznaczano budynki odbudowane z pomocą BOS). Dawne zagospodarowanie znajdującego się przed Plonem skweru stało się inspiracją dla jednego z projektów zgłoszonych w 2014 roku do budżetu partycypacyjnego.
Przy ul. Katowickiej znajdowała się Ambasada Republiki Federalnej Niemiec, przez którą latem i jesienią 1989 roku ok. 6 tys. obywateli NRD usiłowało przedostać się na Zachód. W 2010 wydarzenia te upamiętniono pomnikiem pt. Przez Warszawę ku Wolności.
Architektura i historia ulicy wykorzystywane i eksponowane są przez instytucje publiczne i firmy prywatne m.in. podczas organizacji gier miejskich.

## Obiekty
Większą część zabudowy stanowią domy mieszkalne. Wyjątek stanowi gmach Zespołu Szkół nr 77, który znajduje się na rogu ulic Katowickiej i Zwycięzców. Projekt budynku powstał jeszcze przed zadekretowaniem w Polsce socrealizmu (1949). Jest dziełem Barbary i Hieronima Karpowiczów. Elewację pokrywa charakterystyczna ceglana dekoracja (1953-1954). Na ścianie od strony Katowickiej znajduje się płaskorzeźba przedstawiająca Warszawską Syrenkę, wykonana przez Wojciecha Czerwosza.

### Domy mieszkalne
- Dom przy ul. Katowickiej 2 – willa rodziny Avenariusów z 1937, zaprojektowana przez Stanisława Barylskiego[19].
- Dom przy ul. Katowickiej 4 – do roku 1964[a] siedziba Stacji Krwiodawstwa[20].
- Dom przy ul. Katowickiej 5 – szeregowy dom jednorodzinny z 1937, zaprojektowany przez Stanisława Barylskiego[19].
- Dom przy ul. Katowickiej 7 – dom z ok. 1930, w którym mieściła się siedziba Biura Odbudowy Stolicy[21]. Budynek wpisany do rejestru zabytków[22].
- Dom przy ul. Katowickiej 7A – dom Avenariusa z 1930, powstały pierwotnie według projektu Stanisława Barylskiego, przerobiony został przez Bohdana Lacherta i Józefa Szanajcę w 1938. W czasie przebudowy powstała przeszklona klatka schodowa, która jest pierwszym w Polsce przykładem zastosowania motywu béton brut. Ściana wieży (nosząca ślady ostrzału z okresu II wojny światowej) zwieńczona jest perforowanym daszkiem. Jego mieszkańcem był m.in. Lech Niemojewski[23]. Ilustracja przedstawiająca dom przy ul. Katowickiej 7A znalazła się na okładce książki Saska Kępa autorstwa Hanny Faryny-Paszkiewicz. Budynek wpisany do rejestru zabytków[22].
- Dom (segment) przy ul. Katowickiej 8 – dom z ok. 1930, wpisany do rejestru zabytków[22].
- Dom (segment) przy ul. Katowickiej 8A – kamienica Toeplitza – z ok. 1930, zaprojektowana przez Henryka Oderfelda. Na elewacji zachował się detal z okresu przebudowy ulicy przez Biuro Odbudowy Stolicy – ażur wykonany przez Jerzego Jarnuszkiewicza[11]. Budynek wpisany do rejestru zabytków[22].
- Dom (segment) przy ul. Katowickiej 8B – dom z ok. 1938 zaprojektowany przez Romana Sołtyńskiego dla siebie samego[19], wpisany do rejestru zabytków[22].
- Willa przy ul. Katowickiej 9/11/11A – dom trójrodzinny Lachertów projektu Bohdana Lacherta i Józefa Szanajcy z 1928-1929. Dom stanowi jeden z pierwszych w Polsce przykładów zastosowania pięciu zasad nowoczesnej architektury sformułowanych przez Le Corbusiera. Szkieletowa konstrukcja pozwoliła na swobodne formowanie wnętrz i elewacji. Częściowo otwarty parter wsparty został na słupach. Od strony ulicy zastosowano wąskie pasmowe okna, natomiast tył został przeszklony, co stanowić miało swoiste połączenie wnętrza z ogrodem. W części pod numerem 9 mieszkał współprojektant domu Bohdan Lachert[24], obecnie jest to siedziba Fundacji Dom Holenderski[25]. Budynek wpisany do rejestru zabytków[22].
- Dom przy ul. Katowickiej 10 – willa Romanów projektu Mariana Lalewicza z lat 30. XX wieku. Budynek pozbawiony jest historyzujących detali, wyróżnia go natomiast przeszklony, półokrągły salon, którego elewacja podzielona jest pionowymi elementami[26]. Budynek wpisany do rejestru zabytków[22].
- Dom przy ul. Katowickiej 16 – dom z okresu 1920-1930, wpisany do rejestru zabytków[22].
- Domy jednorodzinne od ul. Katowickiej 17 do ul. Katowickiej 23 – część kolonii Łaskiego[b] z 1926, powstałej według projektu Włodzimierza Galla[c]. Są to domy szeregowe, o wspólnych ścianach nośnych, tworzące zwartą pierzeję. Na fasadzie każdego z nich znajduje się fronton. Wszystkie domki mają mały ganek i ogródki. Na fasadach bocznych domów narożnych powstały balkony z tralkowymi balustradami[27]. Według jednej z wersji do budowy domów wykorzystano materiały z rozbieranego w latach 20. Soboru Św. Aleksandra Newskiego[28]. O inwestycji pisano m.in. w Kurierze Warszawskim z 1930: Całość koloni Łaskiego wygląda ładnie i malowniczo, zwłaszcza ulica Obrońców, otwierająca prostą perspektywę w stronę Wawra, oświetlona lampami łukowymi, wywiera wrażenie dodatnie, dając przedsmak przyszłej dzielnicy willowej, podobnej do poznańskiego Sołacza[29].
  - Dom przy ul. Katowickiej 17 – dom z ok. 1930, wpisany do rejestru zabytków[22].
  - Dom (segment) przy ul. Katowickiej 19 – dom z ok. 1930, wpisany do rejestru zabytków[22].
  - Dom (segment) przy ul. Katowickiej 21 – dom z ok. 1930, wpisany do rejestru zabytków[22].
  - Dom (segment)przy ul. Katowickiej 23 – dom z ok. 1930, wpisany do rejestru zabytków[22].
- Willa przy ul. Katowickiej 26 – willa Kiltynowicza projektu Szymona Syrkusa i Heleny Syrkusowej z ok. 1936. Wyróżniającym się elementem domu jest elewacja boczna (zaburzona przez dobudowany w późniejszym okresie garaż) oraz betonowy detal schodów od ul. Katowickiej. Widoczny jest również typowy element projektów architektonicznych małżeństwa Syrkusów – cegła klinkierowa na cokole z szeroką fugą poziomą i wąską pionową[30]. Budynek wpisany do rejestru zabytków[22].
- Dom przy ul. Katowickiej 31.
- Willa przy ul. Obrońców 10 (róg Katowickiej) – willa Brzezińskich projektu Piotra Kwieka z okresu po 1935. Określana jest mianem jednej z najbardziej ekstrawaganckich willi na Saskiej Kępie. Do jej charakterystycznych elementów zalicza się położony na dachu taras (wraz z daszkiem z okrągłym otworem), bulaje, cienkie słupy i falującą linię elewacji[31].
- Willa przy ul. Obrońców 25 (róg Katowickiej) – willa Felicji Trębickiej projektu Stanisława Nowickiego, ukończona w 1934. Jest przykładem zastosowania stylu Art déco z elementami (np. basztą) nawiązującymi do architektury obronnej. Obecnie budynek pełni funkcje biurowe[32]. W czasie powstania warszawskiego przez pięć dni mieścił się w nim szpital wojenny[33].

### Dekoracja rzeźbiarska i mała architektura

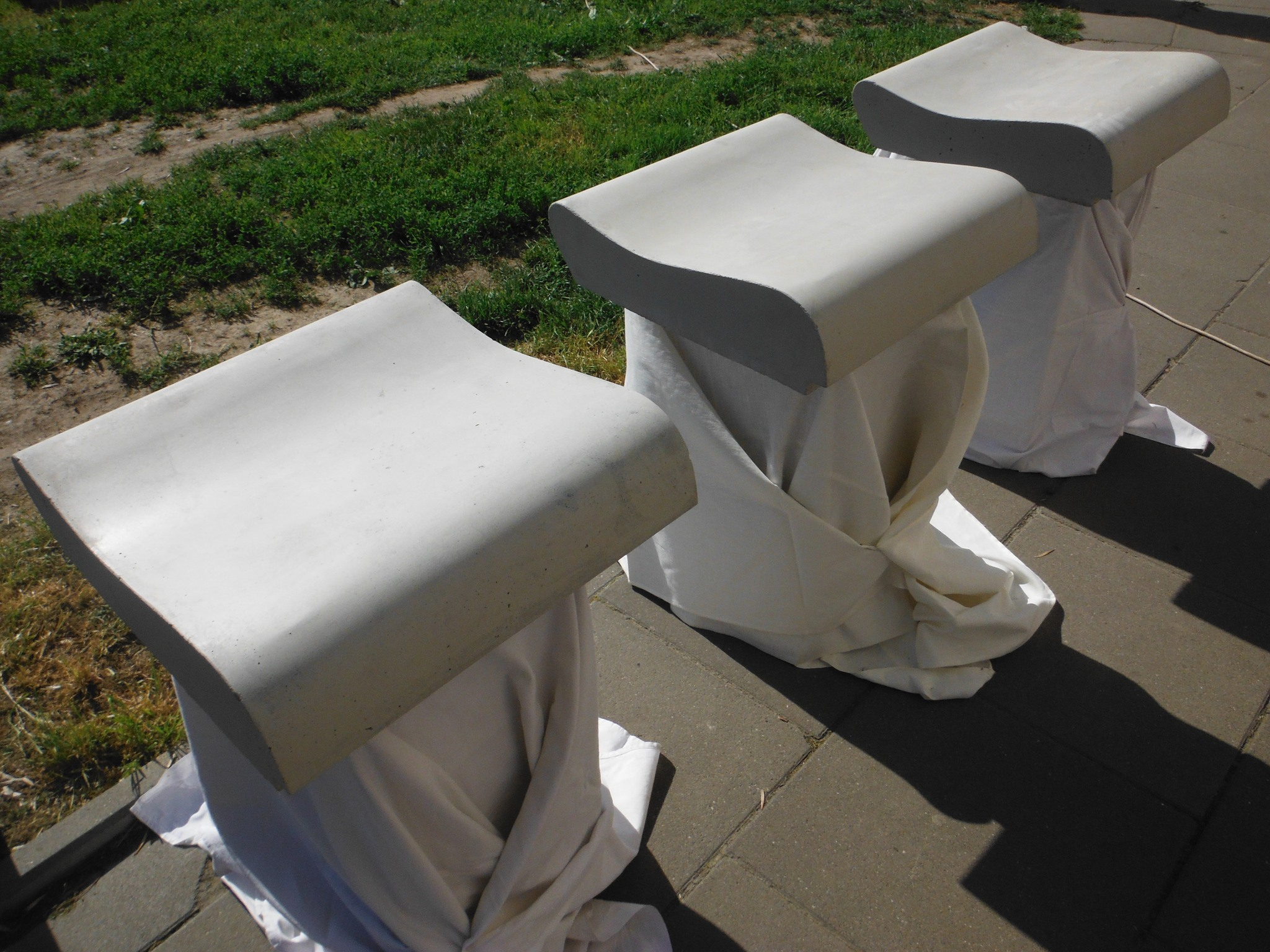
Zrekonstruowane betonowe siedziska ław

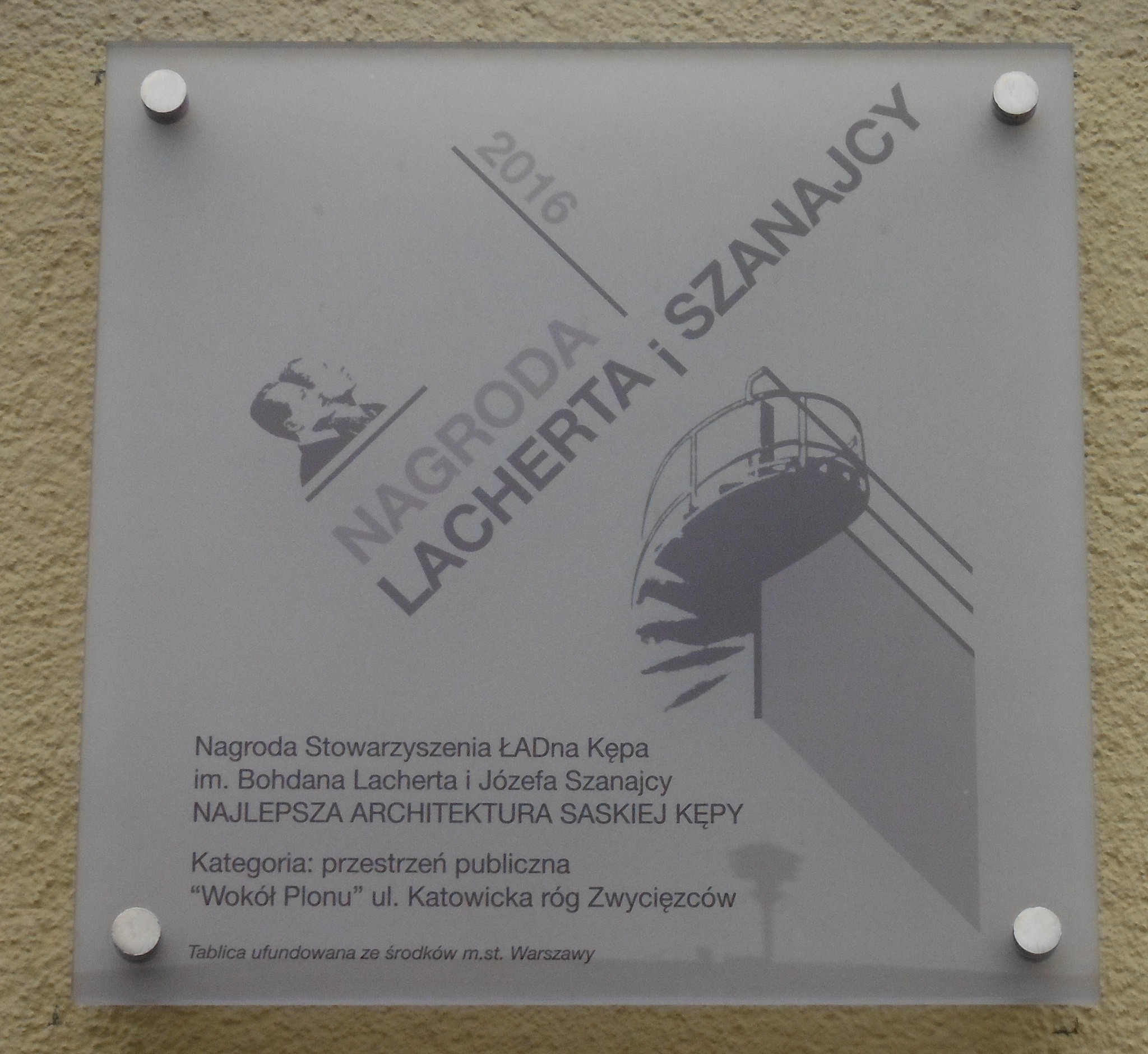
Tablica z informacją o nagrodzie im. Bohdana Lacherta i Józefa Szanajcy

Choć zmiany wprowadzone na ul. Katowickiej w końcu lat 40. XX wieku były znaczne, to do dziś pozostało z nich niewiele, szczególnie z wprowadzonych wówczas elementów dekoracyjnych. Nieznany jest los znajdujących się tam rzeźb. Prawdopodobnie z biegiem lat uległy one dewastacji, możliwe też, że zostały ukradzione. W grupie zaginionych prac znalazł się Niedźwiadek igrający z rybą (fontanna wykonana przez Jerzego Jarnuszkiewicza), Niedźwiadek Stanisława Sikory, Chłopiec z żaglówką Stefana Momota oraz Borsuk Józefa Trenarowskiego. Nowymi elementami były również ustawione po parzystej stronie ulicy betonowe ławy (na kamiennych murkach) i latarnie parkowe, tj. niższe niż powszechne wówczas w Warszawie pastorałki. Śladami z tego okresu jest m.in. dekoracja elewacji domu przy Katowickiej 8A oraz płaskorzeźba Plon (obie prace autorstwa Jerzego Jarnuszkiewicza). W związku z fatalnym stanem płaskorzeźby lokalna społeczność zainicjowała projekt Wokół Plonu, dzięki któremu praca została w 2011 roku odrestaurowana. W ramach projektu planowane są dalsze działania mające na celu m.in. przywrócenie ławek oraz uporządkowanie skweru na rogu ul. Katowickiej i Zwycięzców. Budowa ław rozpoczęła się we wrześniu 2014. Następnie dokonano nasadzeń zieleni. W 2016 płaskorzeźba wraz ze skwerem została wyróżniona Nagrodą im. Bohdana Lacherta i Józefa Szanajcy Najlepsza architektura Saskiej Kępy w kategorii Przestrzeń Publiczna i Zieleń.
Powojenne zmiany na ul. Katowickiej oceniane są różnie. Początkowo były one mocno krytykowane, m.in. przez Jerzego Baurskiego na łamach Architektury. Orędownikiem zmian był m.in. Bohdan Lachert, który pisał, że krzyczące kontrasty snobizmu, chęci zysku, złego smaku, partactwa, taniej roboty – zostały złagodzone przez komponowanie przestrzeni między zabudową, objęcie wspólnym planem przedogródków, wprowadzenie zieleni, usunięcie ogrodzeń, ustawienie rzeźb dekoracyjnych. Wszystkie elementy nowej koncepcji nie naruszały jednak pierwotnych założeń architektury reprezentowanej przez przedwojenne budynki. Według Hanny Faryny-Paszkiewicz mogła być to próba wprowadzenia takich zmian, aby zadośćuczynić postulatom dotyczącym demokratyzacji przestrzeni bez naruszania przykładów architektury z okresu międzywojennego.